# Over The Dream
『Over The Dream』（オーバー　ザ　ドリーム）は2000年に発売された有坂美香のアルバムである。

## 解説
- テレビアニメ「無限のリヴァイアス」に関する楽曲の中で有坂美香がボーカルを務めた楽曲の作品集。
- アルバム発売に際し、新たにリミックスされた楽曲も収録している。

## 収録曲
1. Prologue
2. 青い鳥のゆくえ（elements mix） 
  - 作詞：Little-D/作曲：Como-Lee/編曲：M.I.D.
3. 棘
  - 作詞：北川恵子/作曲・編曲：服部克久
4. dis-（CLUB MIX Version 2）
  - 作詞：岩里祐穂/作曲：M Rie/編曲：M.I.D.
5. 棘（inner space mix）
  - 作詞：北川恵子/作曲：服部克久/編曲：M.I.D.
6. 夢を過ぎても
  - 作詞：北川恵子/作曲・編曲：服部克久
7. Over The Dream ~ amazing grace
  - 作詞：MICA/作曲：服部克久/編曲：佐山雅弘 （「Over The Dream」）